# 997
997 (CMXCVII) var ett normalår som började en fredag i den julianska kalendern.

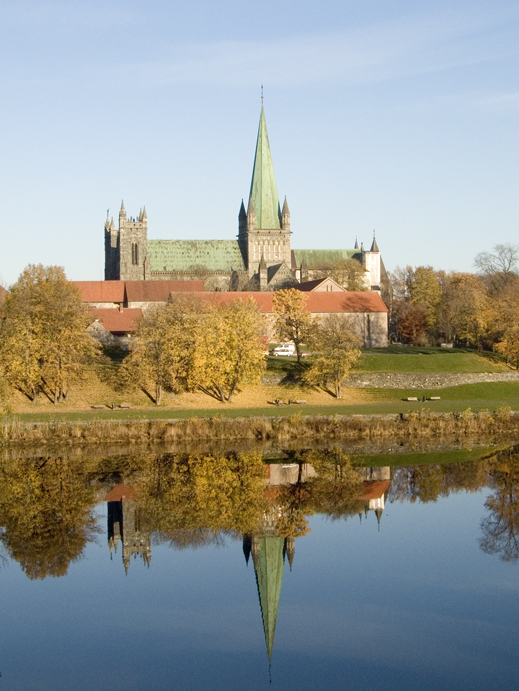
Trondheim grundas.

## Händelser

### Februari
- Februari – Johannes XVI väljs till motpåve.

### April
- 23 april – Den helige Adalbert av Prag lider martyrdöden hos preussarna.

### Okänt datum
- Efter att Konstantin III har stupat efterträds han som kung av Skottland av sin släkting Kenneth III.
- Araberna erövrar Porto.
- Den norska staden Trondheim grundas vid Nidälven.[1]

## Födda
- Abu Taleb Rostam, emir av Rayy.

## Avlidna
- 23 april – Adalbert, biskop i Prag
- Konstantin III, kung av Skottland sedan 995.
- Song Taizong, kinesisk kejsare
- Valdrada av Toscana, venetiansk dogaressa

### Fotnoter
1. ↑  Christine Schefte (20 juni 2012). ”Hva husker du fra 1000-årsjubileet?” (på norska). Adress. https://www.adressa.no/nyheter/trondheim/i/k63VBQ/hva-husker-du-fra-1000-arsjubileet. Läst 5 mars 2016.